# Espezel
Espezel település Franciaországban, Aude megyében. Lakosainak száma 233 fő (2022. január 1.). Espezel Belfort-sur-Rebenty, Belvis, Galinagues, Mazuby, Niort-de-Sault, Puivert és Roquefeuil községekkel határos.

## Népesség
A település népességének változása:
| Lakosok száma | 334  | 228  | 201  | 203  | 204  | 196  | 206  | 227  | 229  | 233  |
|               | 1968 | 1982 | 1990 | 2006 | 2013 | 2015 | 2017 | 2019 | 2020 | 2022 |